# Pardosella tabora
Pardosella tabora är en spindelart som beskrevs av Roewer 1959. Pardosella tabora ingår i släktet Pardosella och familjen vargspindlar.
Artens utbredningsområde är Tanzania. Inga underarter finns listade i Catalogue of Life.